# B-22 (autovía)
El acceso al Aeropuerto de Barcelona o B-22 es una vía rápida de acceso al Aeropuerto de Barcelona desde las autopistas C-31 y B-20 (Ronda de Dalt).
La B-22 se extiende en distintos tramos, desde la salida 54 de la B-20 hasta la Terminal 2, y desde la salida 189 de la C-31 hasta la Terminal 1 del Aeropuerto de Barcelona. Ambos ramales se encuentran en los términos municipales de El Prat de Llobregat y Viladecans.

## Tramos
| Denominación | Tramo                                                                 | km  | Año servicio |
| ------------ | --------------------------------------------------------------------- | --- | ------------ |
| B-22         | San Baudilio de Llobregat B-20 C-32 - El Prat de Llobregat C-31 C-32B | 2   | 1999         |
| B-22         | Enlace C-31 - Aeropuerto Josep Tarradellas Barcelona-El Prat          | 2,3 | 2009         |